# Régions du Burkina Faso

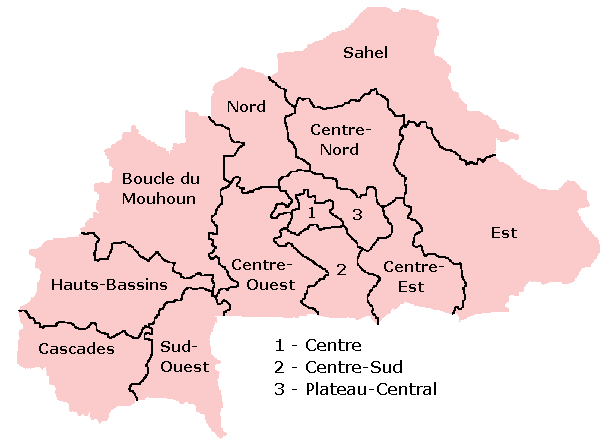
Carte de localisation des 13 régions du Burkina Faso.

Le Burkina Faso est subdivisé en 17 régions administratives et territoriales, elles-mêmes divisées administrativement en 47 provinces et en départements, ou territorialement en communes urbaines ou rurales.

## Histoire
Les treize régions ont été créées administrativement le 2 juillet 2001.
Les régions sont aujourd'hui la principale subdivision administrative du pays ; avant 2001 il s'agissait des provinces.
Ce sont aussi depuis 2006 des collectivités territoriales où siègent les représentants des communes, formés et élus dans leurs départements. Auparavant, des représentants des villages ou des premières communes étaient réunis dans les conseils de provinces au rôle uniquement administratif et souvent mal défini, qui n'étaient pas représentatifs de la population locale.
Cela a été rendu possible par l'érection de tous les départements en communes de plein droit, là où elles n'existaient pas encore pour administrer les nombreux petits villages en milieu rural et représenter la population. Toutefois ces premières communes en milieu rural ont été formées par un statut de délégation spéciale, au caractère transitoire, le découpage communal initial étant amené à être révisé et affiné par les élus municipaux et régionaux, et la consultation de la population locale via leurs « conseils villageois de développement » (également reconnus dans les communes concernées, mais sans pour autant devenir des collectivités territoriales autonomes). Depuis les élections municipales de 2012, ces conseils transitoires sont remplacés par des représentants élus aux conseil municipal, pour représenter chaque village ou secteur urbain.
Ainsi depuis 2006, on compte 306 « communes rurales » parmi les 340 communes (qui occupent la partie habitée du territoire de leur département homonyme), les autres 34 « communes urbaines » (certaines avec un statut particulier, dont la capitale nationale actuelle et l'ancienne capitale) ayant aussi été étendues pour gérer des villages ruraux environnants pas encore couverts, et pour représenter leurs habitants tant dans la municipalité au niveau local, qu'indirectement au niveau des conseils régionaux (les conseillers régionaux sont élus commune par commune, ou arrondissement par arrondissement dans les communes urbaines à statut particulier, mais ils représentent l'ensemble de leurs secteurs et/ou villages).
Lors de la communalisation intégrale du Burkina Faso, certains départements les plus peuplés ont également été élevés administrativement en provinces séparées, et subdivisés pour former de nouveaux départements gérés localement par de nouvelles communes représentant mieux les particularités locales et les intérêts et préoccupation en matière de développement et de sécurité.
Les provinces ne sont donc plus que des intermédiaires exécutifs déconcentrés de l'État (sans conseil élu ni autonomie financière) entre les régions administratives et les départements (ces derniers sont également des intermédiaires exécutifs déconcentrés qui chapeautent la commune occupant la partie habitée de chaque département).
En juillet 2025, le Burkina Faso passe de 13, à 17 régions et de 45 à 47 provinces. Cette réforme concerne notamment la Boucle du Mouhoun, l’Est et le Sahel, qui couvrent 43% du territoire. Quatre nouvelles régions, Soum, Sirba, Tapoa, et Sourou, ont été créées avec des chefs-lieux désignés, tandis que les noms des provinces, et régions, sont adaptés à des appellations locales,.

## Liste des régions
| Nom de la région | Code INSD | Population résidente totale | Population résidente totale | Superficie   | Chef-lieu      | Conseillers régionaux | Pro- vinces | Départe- ments | Communes |
| Nom de la région | Code INSD | (proj. 2012)                | (rec. 2019)                 | Superficie   | Chef-lieu      | Conseillers régionaux | Pro- vinces | Départe- ments | Communes |
| ---------------- | --------- | --------------------------- | --------------------------- | ------------ | -------------- | --------------------- | ----------- | -------------- | --- |
| Bankui           | 02        | 1 677 018 hab.              | 1 898 133 hab.              | 34 333,0 km2 | Dédougou       | 89                    | 3           | 47             | 6 communes urbaines, 41 communes rurales (incluant 1 042 villages) |
| Tannounyan       | 12        | 661 936 hab.                | 812 062 hab.                | 18 917,0 km2 | Banfora        | 33                    | 2           | 17             | 3 communes urbaines, 14 communes rurales (incluant 270 villages) |
| Kadiogo          | 11        | 2 231 807 hab.              | 3 032 668 hab.              | 2 869,0 km2  | Ouagadougou    | 14                    | 1           | 7              | 1 commune urbaine à statut particulier (divisée en 12 arrondissements, groupant 55 secteurs), 6 communes rurales (incluant 172 villages)                                                                                 |
| Nakambé          | 10        | 1 343 079 hab.              | 1 578 075 hab.              | 14 709,6 km2 | Tenkodogo      | 59                    | 3           | 30             | 6 communes urbaines, 24 communes rurales (incluant 676 villages) |
| Kuilsé           | 06        | 1 416 895 hab.              | 1 872 126 hab.              | 19 508,0 km2 | Kaya           | 55                    | 3           | 28             | 3 communes urbaines, 25 communes rurales (incluant 757 villages) |
| Nando            | 07        | 1 387 860 hab.              | 1 659 339 hab.              | 21 752,0 km2 | Koudougou      | 75                    | 4           | 39             | 4 communes urbaines, 35 communes rurales |
| Nazinon          | 13        | 742 378 hab.                | 788 341 hab.                | 11 457,0 km2 | Manga          | 38                    | 3           | 19             | 3 communes urbaines, 16 communes rurales (incluant 528 villages) |
| Goulmou          | 04        | 1 464 366 hab.              | 1 941 505 hab.              | 46 694,0 km2 | Fada N’Gourma  | 54                    | 2           | 27             | 5 communes urbaines, 22 communes rurales (incluant 806 villages) |
| Guiriko          | 01        | 1 776 803 hab.              | 2 238 375 hab.              | 25 574,0 km2 | Bobo-Dioulasso | 62                    | 3           | 33             | 1 commune urbaine à statut particulier (divisée en 7 arrondissements groupant 32 secteurs et 36 villages), 2 autres communes urbaines (incluant 21 secteurs et 12 villages), 30 communes rurales (incluant 472 villages) |
| Yaadga           | 09        | 1 382 111 hab.              | 1 720 908 hab.              | 17 885,0 km2 | Ouahigouya     | 59                    | 4           | 31             | 4 communes urbaines, 27 communes rurales (incluant 816 villages) |
| Oubri            | 08        | 807 444 hab.                | 977 510 hab.                | 8 605,0 km2  | Ziniaré        | 40                    | 3           | 23             | 3 communes urbaines, 20 communes rurales (incluant 530 villages) |
| Soum             | 03        | 1 158 147 hab.              | 1 094 907 hab.              | 36 166,0 km2 | Djibo          | 51                    | 2           | 26             | 4 communes urbaines, 22 communes rurales |
| Djôrô            | 05        | 729 362 hab.                | 874 030 hab.                | 16 533,0 km2 | Gaoua          | 56                    | 4           | 28             | 4 communes urbaines, 24 communes rurales |
| Liptako          | ??        | ?? hab.                     | ?? hab.                     | ?? km2       | Dori           | 51                    | 3           | 18             | 4 communes urbaines, 22 communes rurales |
| Sirba            | ??        | ?? hab.                     | ?? hab.                     | ?? km2       | Bogandé        | ??                    | 2           | 10             | |
| Tapoa            | ??        | ?? hab.                     | ?? hab.                     | ?? km2       | Diapaga        | ??                    | 2           | 8              | |
| Sourou           | ??        | ?? hab.                     | ?? hab.                     | ?? km2       | Tougan         | ??                    | 3           | 24             | |

## Administration
| \| 500 km1:19 581 000 Capitale nationale du Burkina Faso Chef-lieu de région > 100 000 hab. Autre chef-lieu de région \| Ouagadougou Bobo-Dioulasso Kaya Banfora Dédougou Tenkodogo Koudougou Manga Fada N’Gourma Ouahigouya Ziniaré Dori Gaoua BURKINA FASO CÔTE D’IVOIRE MALI NIGER BÉNIN TOGO GHANA |
| 500 km1:19 581 000 Capitale nationale du Burkina Faso Chef-lieu de région > 100 000 hab. Autre chef-lieu de région |

Chacune des 17 régions est dirigée administrativement par un gouverneur désigné par le gouvernement pour y représenter l'État et les institutions nationales et y faire appliquer les lois nationales.
Il siège dans le chef-lieu de chaque région, aux côtés du conseil régional élu (avec à sa tête un président également élu parmi les conseillers régionaux) où siègent les représentants des conseils municipaux (élus depuis 2006) dans chaque département.
Bien qu'ils continuent à exister administrativement, chacun des territoires des départements est aujourd'hui totalement couvert par celui d'une commune urbaine ou celui d'une commune rurale issue de la communalisation intégrale du Burkina Faso pour représenter les citoyens de tous les villages (en 2006, pour les villages qui ne dépendaient encore d'aucune commune, une commune rurale a été créée spécialement avec un statut de délégation, éventuellement transitoire, pour permettre la tenue des élections municipales et celle de leurs représentants aux conseils régionaux.
Pour faciliter cette transition démocratique vers une représentation municipale et régionale de la population, des « conseils villageois de développement » ont été mis en place dès 2006 et reconnus dans les villages ruraux (étendus mais peu denses et disposant de trop peu de ressources propres pour leur développement), mais ces conseils ne sont pas des collectivités territoriales et n'ont qu'un caractère consultatif utile aux nouvelles planifications communales et au soutien des projets initiés par les conseils régionaux).
En zone urbaine, les communes peuvent consulter des conseils de quartier (ou plutôt de « secteur », une subdivision administrative n'existant que dans les communes urbaines, la commune urbaine de Ouagadougou ayant aussi, par son propre statut supplémentaire de « ville » lié à sa population importante, dû mettre en place des services décentralisés gérés au niveau des arrondissements communaux qui la subdivisent administrativement pour regrouper ses secteurs, dont certains couvrent aussi des villages ruraux environnants inclus dans les arrondissements de la municipalité mais traités à part des autres secteurs urbains).
La mairie de chaque commune est donc désormais le siège effectif de chacun des départements. Les communes urbaines les plus peuplées (notamment les chefs-lieux de régions et de certaines provinces) peuvent s'administrer en « secteurs administratifs » (dans la commune de Ouagadougou, ils sont eux-mêmes regroupés en arrondissements municipaux au rôle administratif nettement plus affirmé en termes de services rendus localement à la population) : les secteurs (dont la population minimale est de 1 000 habitants) se substituent dans les communes urbaines aux villages (de moins de 2 000 habitants) dans la collecte des données statistiques locales par l'INSD (secteurs et villages sont la plus petite unité territoriale statistique).

## Accords de coopérations et partenariats
À leur initiative, les 13 régions administratives du Burkina Faso se sont réunies dans le cadre l'Association des régions du Burkina Faso (ARBF), une association sans but lucratif vouée à leur développement, à leur coopération mutuelle, mais aussi à leur promotion internationale et pour servir d'appui et servir de lieu d'échanges et de conseils pour la conclusion d'autres accords de coopération pouvant être conclus par les régions elles-mêmes avec d'autres collectivités territoriales et organisations non gouvernementales, qu'elles soient nationales, transfrontalières ou plus largement internationales.
L'ARBF est membre de :
- L'Association internationale des régions francophones (AIRF). Cela contribue à renforcer les accords de jumelages ou de coopération pouvant être formés entre les collectivités territoriales du Burkina Faso et d'autres dans de nombreux pays du monde, notamment par sa promotion au sein de l'Organisation internationale de la francophonie en matière de coopération régionale.
- l'Organisation des régions unies / Forum global d’associations de régions (ORU / FOGAR)[6].

L'ARBF collabore avec  :
- l'Association des maires du Burkina Faso (AMBF) pour ce qui concerne les accords de coopération pouvant associer plusieurs communes du Burkina Faso.

L'ARBF a signé des accords de partenariat avec  :
- l'Association internationale des maires francophones (AIMF), promue elle aussi au sein de la francophonie pour la coopération locale, dont l'AMBF est membre en collaboration avec l'ARBF.
- Régions de France, anciennement l'Association des régions de France (ARF) jusqu'en 2016[7].
- le Programme des Nations unies pour le développement (PNUD)[8].

Enfin l'ARBF est partenaire des régions des Hauts-Bassins et du Nord qui adhèrent à :
- (en) Network of Regional Governments for Sustainable Development (nrg4SD), Réseau des gouvernements régionaux pour le développement durable[9].